# シベル・ケキリ
シベル・ケキリ（Sibel Kekilli、1980年6月16日 - ）は、ドイツの女優。ハイルブロン出身。トルコ系ドイツ人。

## 略歴

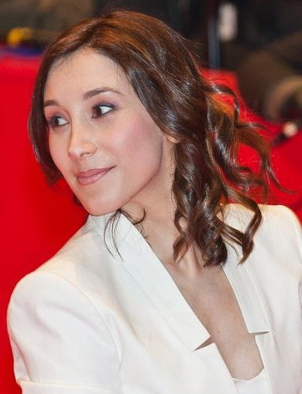
2012年

両親は1977年にトルコから西ドイツに移住した。16歳で学校を卒業し、市役所で実習生として働いた後、2年間地方自治体の廃棄物処理所で働く。エッセンに引っ越し、様々な仕事に就く。
2002年にケルンのショッピングモールでキャスティング・ディレクターに見いだされ、映画のオーディションを受けるようになる。そして350人の候補者の中からファティ・アーキンの『愛より強く』の主演に選ばれて映画デビューし、ドイツ映画賞主演女優賞をはじめとする賞を獲得。映画出演以前にはポルノに出演していたことが話題となった。

## 出演作品
| 公開年 放映年 | 邦題 原題                                                             | 役名            | 備考           |
| ------------- | --------------------------------------------------------------------- | --------------- | -------------- |
| 2004          | 愛より強く Gegen die Wand                                             | シベル・グネル  |                |
| 2006          | 冬の旅 Winterreise                                                    | レイラ          |                |
| 2006          | アウシュビッツ行 最終列車 ヒトラー第三帝国ホロコースト Der letzte Zug | Ruth Zilbermann |                |
| 2011-2014     | ゲーム・オブ・スローンズ Game of Thrones                              | シェイ          | テレビシリーズ |

## 受賞等
『愛より強く』
- ドイツ映画賞　最優秀主演女優賞受賞
- ヨーロッパ映画賞　最優秀主演女優賞ノミネート
- サンタ・バーバラ国際映画祭　審査員特別賞受賞